# سنگ‌چشم-کوکوی شکم‌سفید
سنگ‌چشم-کوکوی شکم‌سفید (نام علمی: Coracina papuensis) گونه‌ای پرنده از تیرهٔ سنگ‌چشم-کوکویان است. این گونه در استرالیا، جزایر ملوک، گینه نو و جزایر سلیمان یافت می‌شود.